# Lewis Carroll
Charles Lutwidge Dodgson (27. ledna 1832 Daresbury, Cheshire – 14. ledna 1898 Guildford, Surrey), známý pod pseudonymem Lewis Carroll, byl anglický spisovatel, matematik, logik, učenec, anglikánský diakon a fotograf.
Jeho nejznámější knihou je Alenka v říši divů a její následné pokračování Za zrcadlem a co tam Alenka našla. Pokračování Alenčiných příběhů Alenka za zrcadlem (Through the Looking-Glass and What Alice Found There) poprvé vyšlo roku 1871. Toto dílo mimo jiné obsahuje slavnou báseň Žvahlav (Tlachapoud), která ukazuje Carrollův smysl pro hravost a fantazii.
Jeho třetím nejproslulejším dílem ve světě po obou Alenkách je alegorická báseň The Hunting of the Snark (Lovení Snárka) (1876). Posledním Carrollovým románem byla kniha Sylvie and Bruno (1889). Pod svým jménem publikoval odborné texty z oblasti matematiky.

## Život

### Předkové
Rodina Dodgsonů pocházela převážně ze severní Anglie a částečně z Irska. Předkové Charlese Dodgsona byli většinou lidé konzervativní a činní v anglikánské církvi nebo v armádě. Jeho pradědeček Charles Dodgson byl anglikánským biskupem. Dědeček, rovněž Charles, byl důstojníkem a zahynul v roce 1803, když jeho dva synové byli ještě malé děti.
Starší z těchto synů – opět Charles Dodgson – byl Carrollův otec. Navrátil se k druhé rodinné profesi a stal se duchovním. Navštěvoval střední školu Rugby School a potom kolej Christ Church na Oxfordské univerzitě. Měl talent pro matematiku a získal dva bakalářské tituly, což mohl být dobrý začátek vynikající akademické kariéry. Místo toho se ale v roce 1827 oženil se svou sestřenicí a uchýlil se do ústraní jako venkovský kněz.
Charlesův otec byl aktivní a velmi konzervativní duchovní anglikánské církve, který se později stal arcidiákonem Richmondu (Archdeacon of Richmond). Zapojoval se (někdy významně) do ostrých náboženských polemik, které rozdělovaly anglikánskou církev. K anglikánské církvi se snažil vést i své děti. Mladý Charles si ale k otcovým hodnotám a celé anglikánské církvi vytvořil rozporuplný vztah.

### Mládí

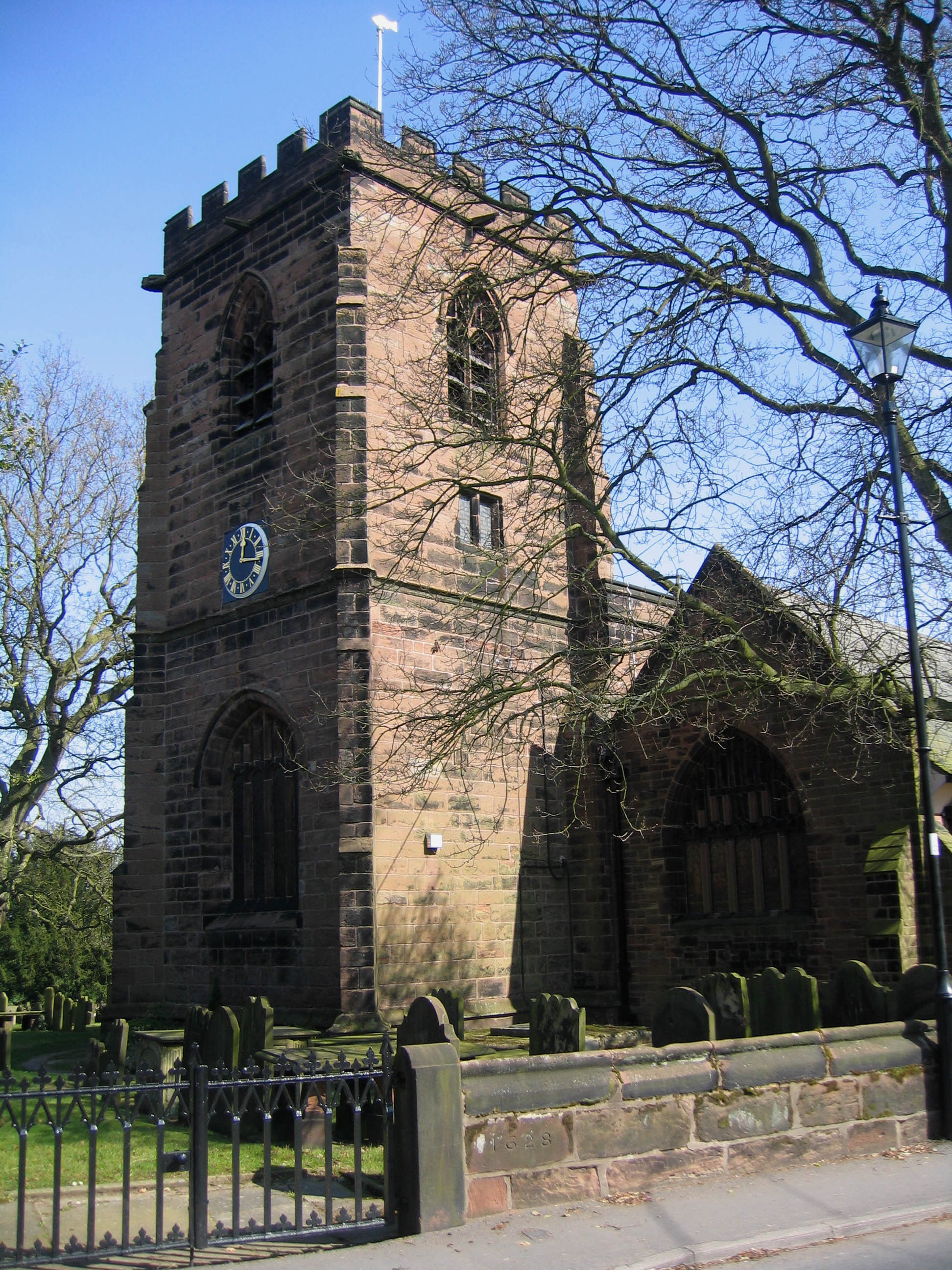
Kostelní věž v Daresbury (2007)

Mladý Dodgson se narodil na malé faře v Daresbury v hrabství Cheshire jako nejstarší chlapec a zároveň už třetí dítě. Následovalo osm dalších dětí; všechny (sedm dívek a čtyři chlapci) přežily až do dospělosti. Když bylo Charlesovi jedenáct let, přestěhoval se spolu se svou rodinou do vesnice Croft-on-Tees v hrabství Yorkshire, kam byl jeho otec přeložen.

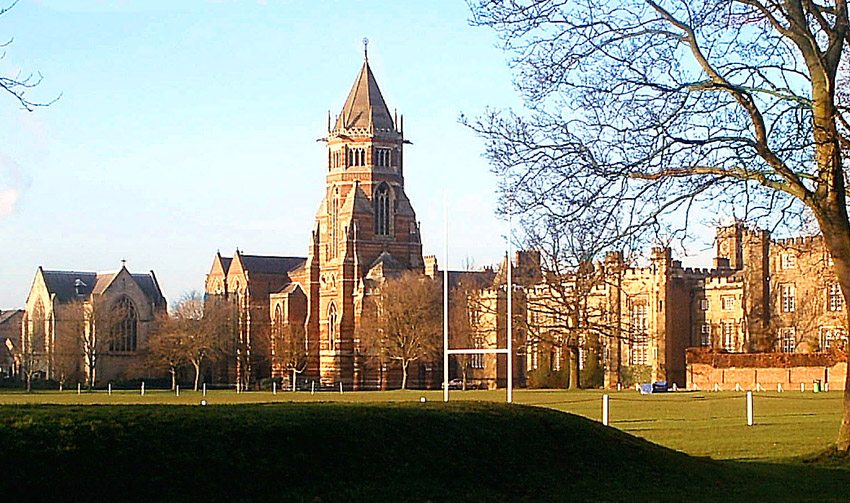
Rugby School (2004)

Během raného období jeho života vzdělávali rodiče Charlese doma. Jeho „čtenářský deník“, který rodina uchovala, vypovídá o předčasně rozvinutém intelektu – v sedmi letech přečetl Bunyanovu Poutníkovu cestu z tohoto světa do světa budoucího. Stejně jako jeho sourozenci trpěl koktavostí, která často ovlivňovala jeho společenský život. Ve dvanácti letech byl poslán na malou soukromou školu poblíž Richmondu, kde se zdál být šťastný a spokojený. V roce 1845 ale přešel na Rugby School, kde byl očividně spokojený méně, protože po několika letech, co ze školy odešel, napsal: „Nemohu říci … že by mě cokoli na zemi přinutilo prožít si ty tři roky znovu … Mohu upřímně říci, že kdybych byl býval… měl v noci klid, těžkosti každodenního života by se snášely mnohem lépe.“
Jako žák ale vynikal s očividnou lehkostí. „Od doby, co jsem přišel do Rugby, jsem neučil slibnějšího chlapce jeho věku,“ poznamenal R. B. Mayor, učitel matematiky.

### Oxford

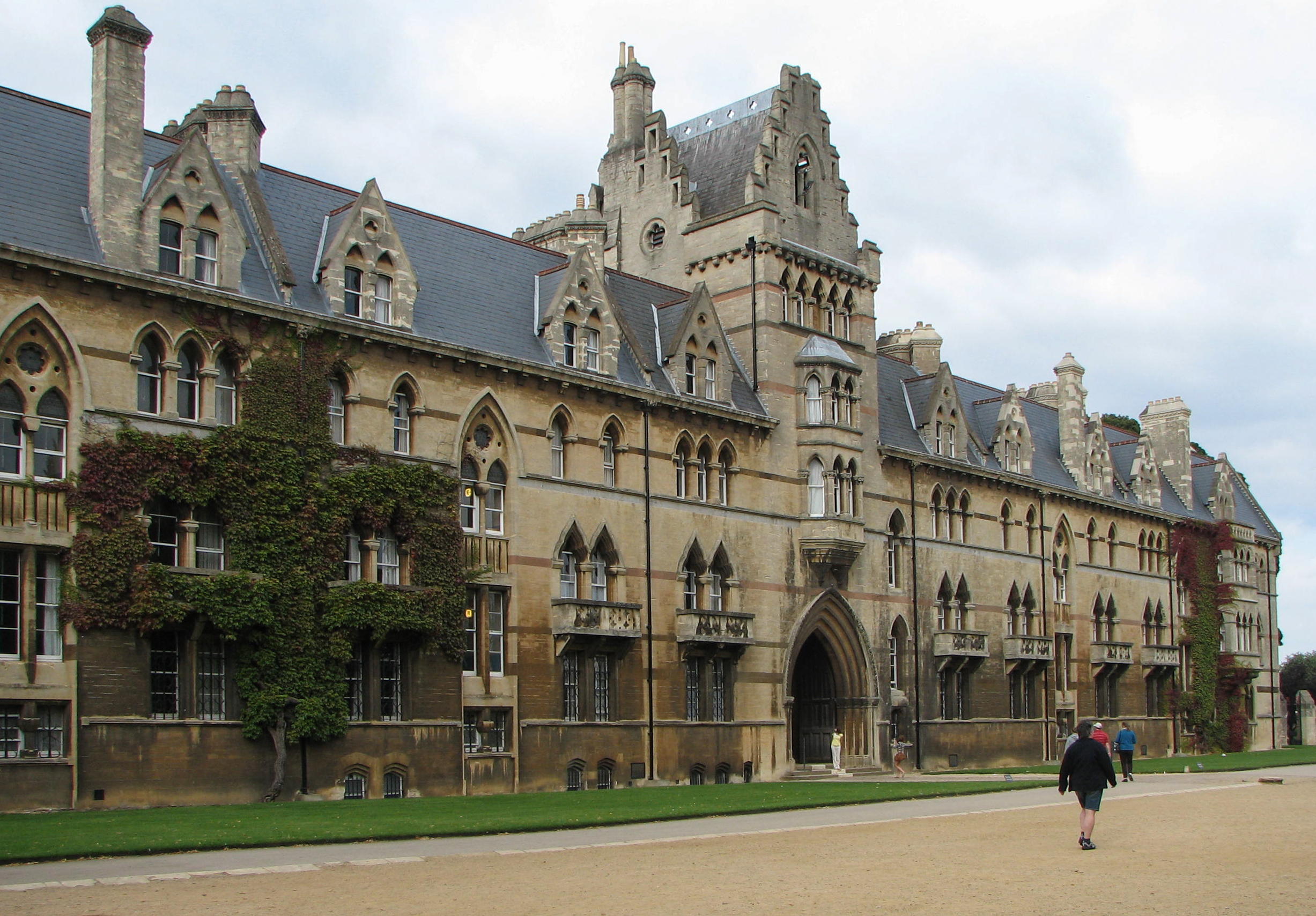
Meadow Building, Christ Church v Oxfordu (2007)

Rugby School opustil koncem roku 1849, poté následuje určitá přestávka. Nikdo ale pořádně neví, co během této doby vlastně dělal. Po této přestávce šel v lednu 1851 do Oxfordu na stejnou kolej, kterou navštěvoval jeho otec – Christ Church. Po pouhých dvou dnech v Oxfordu musel jet zase zpátky – jeho matka ve čtyřiceti sedmi letech zemřela na „zápal mozku“, což byla pravděpodobně meningitida nebo mrtvice.
Na začátku jeho akademické dráhy se střídaly nadšené naděje a neodolatelné zábavy. Ne vždy pracoval tvrdě, ale byl neobyčejně nadaný a úspěchů dosahoval snadno. Jeho matematický talent mu nakonec zajistil místo učitele na Christ Church. I když byla tato práce dobře placená, Dodgsona nudila. Mnoho jeho žáků bylo starších a bohatších než on a málokoho z nich studium zajímalo. I přes své počáteční znechucení ale Dodgson v různých funkcích na Christ Church zůstal až do své smrti.

### Cesta do Ruska
Dne 4. července 1867 mu jeho přítel, kolega a teolog Henry Liddon navrhl společnou cestu do Ruska, na kterou se vydali hned o týden později. Cestovali přes Brusel, Kolín nad Rýnem, Berlín, Gdaňsk a Kaliningrad. Během měsíce navštívili Petrohrad, Moskvu, pravoslavný klášter Trojicko-sergijevská lávra v Sergijev Posadu a Nižnij Novgorod. Domů se vraceli přes Varšavu, Vratislav, Drážďany, Lipsko, Paříž a Calais. Své dojmy z cesty popsal v cestopise Russian Journal, který byl poprvé publikován v roce 1935. Šlo o jeho jedinou zahraniční cestu.

### Pozdější léta

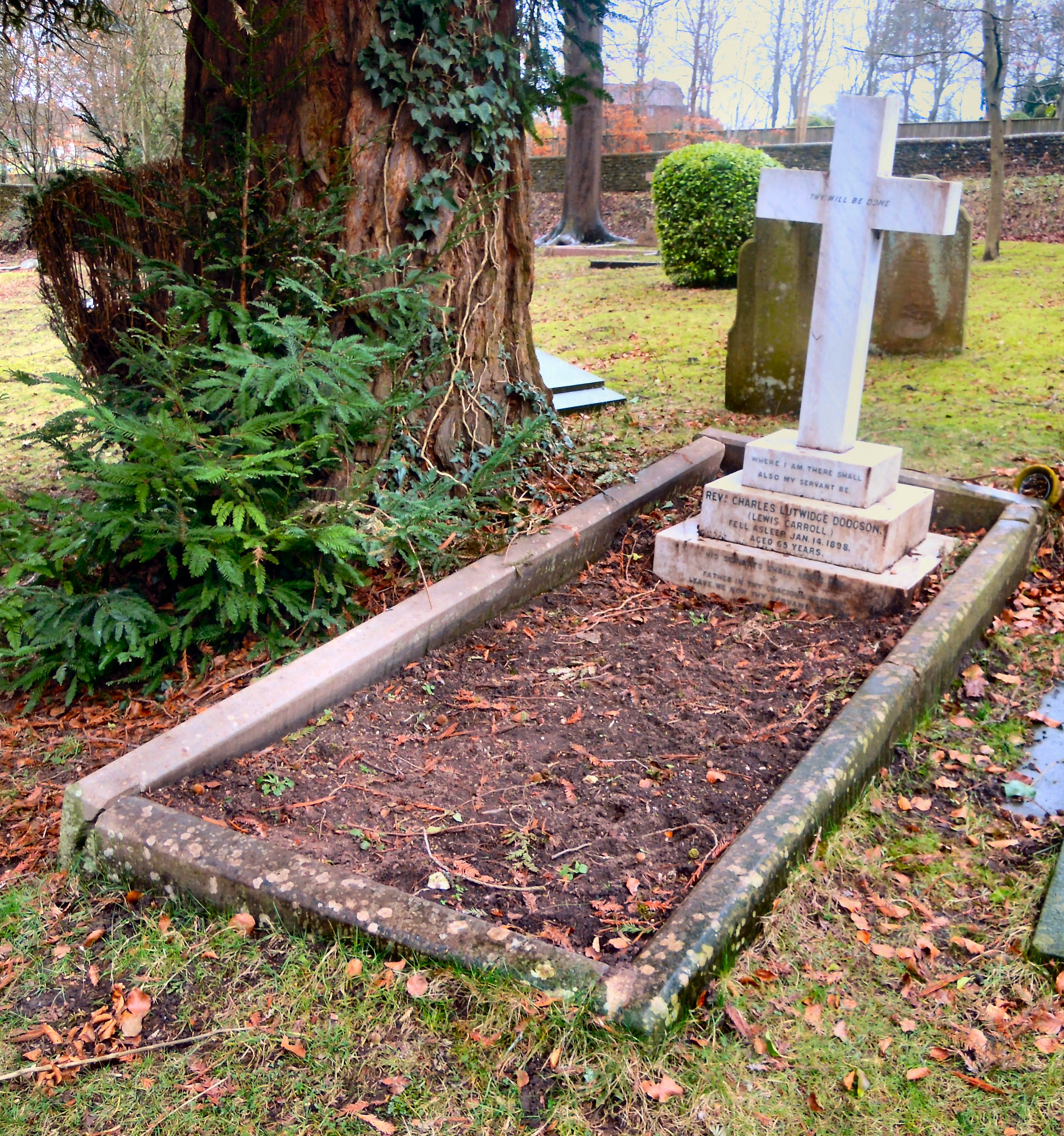
Hrob Lewise Carrolla v Guildfordu

Během zbývajících dvaceti let zůstal jeho život i přes vzrůstající bohatství a slávu téměř nezměněn. Až do roku 1881 učil v Christ Church, kde zůstal až do své smrti. Jeho poslední dvoudílný román Sylvie a Bruno byl vydán po dílech v letech 1889 a 1893. Jeho neobvyklá komplikovanost a očividná zmatenost většinu čtenářů vyvedla z konceptu a román neměl úspěch.
Zemřel 14. ledna 1898 na zápal plic po chřipce v domě své sestry v Guildfordu, kde je i pohřben.

## Literární dílo

### Rané práce
Už v raném věku psal Dodgson poezii a povídky, které s průměrným úspěchem posílal do různých časopisů. V letech 1854–1856 se jeho díla objevila jak v celostátních publikacích (např. The Comix a The Train) tak v menších časopisech jako Whitby Gazette a Oxford Critic. Většina Dodgsonových děl byla humorná, někdy satirická, ale jeho normy a ambice byly náročné. „Nemyslím si, že jsem napsal něco, co by opravdu stálo za zveřejnění v pořádné publikaci (do čehož nepočítám Whitby Gazette a Oxonian Advertiser), ale nebojím se, že tomu tak bude navždy,“ napsal v červenci 1855.
V roce 1856 poprvé zveřejnil své dílo pod jménem, které ho později proslavilo. Romantická báseň nazvaná „Solitude“ („Osamělost“) se objevila v časopise The Train jako tvorba „Lewise Carrolla“. Tento pseudonym byl hříčkou s jeho pravým jménem: Lewis je poangličtěná forma jména Ludovicus, což je latinská verze jména Lutwidge, a Carroll je poangličtěná verze jména Carolus, což je latinská verze jména Charles.

### Alenka

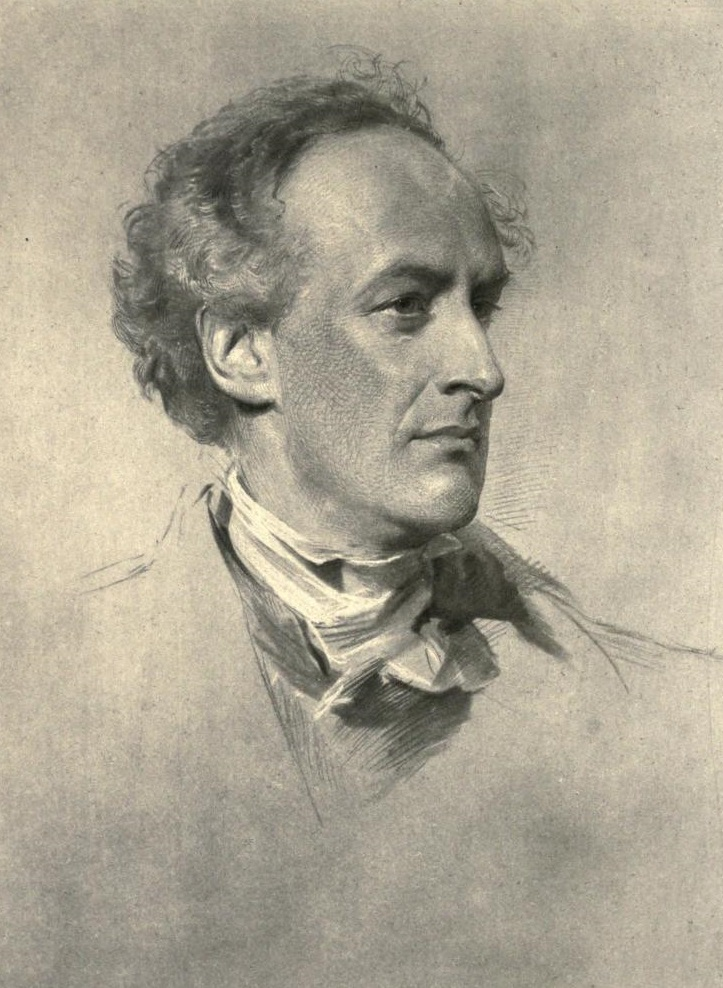
George Richmond: Děkan Henry George Liddell, kresba pastelem, 1858

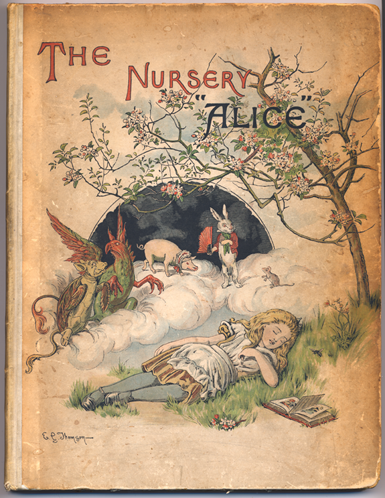
Ilustrace na obálce prvního vydání The Nursery "Alice"

Ve stejném roce, 1856, na kolej Christ Church přijel nový děkan Henry Liddell a přivedl s sebou svou mladou rodinu, jejíž všichni členové hráli významné role v Dodgsonově životě a v následujících letech výrazně ovlivnili jeho spisovatelskou kariéru. Dodgson se stal blízkým přítelem Liddellovy manželky Loriny a jejích dětí, obzvláště tří sester: Loriny, Edith a Alice Liddellových. Dlouhou dobu se předpokládalo, že svou „Alenku“ odvodil od Alice Liddellové. Napovídá tomu skutečnost, že verše akrostichu na konci Za zrcadlem tvoří její jméno a v textech obou knih je skryto množství zběžných zmínek o ní. Dodgson sám ale v pozdějším životě opakovaně popíral, že by jeho „malá hrdinka“ byla založena na skutečném dítěti. Svá díla často věnoval dívkám, které znal, a jejich jména vkládal do akrostichů na začátku textu. Jméno Gertrudy Chatawayové se v této formě objevuje v předmluvě/věnování k básni The Hunting of the Snark (Lovení Snárka) a přesto nikdy nikdo nepředpokládal, že by některá postava v příběhu mohla být založena na ní.
I přes nedostatečné informace (Dodgsonovy deníky z let 1858–1862 chybí) se zdá být jasné, že přátelství s rodinou Liddellových bylo koncem padesátých let důležitou součástí jeho života. Zvykl si brát děti (nejdřív chlapce Harryho a později i všechny tři dívky) na výlety loďkou do blízkých vesnic Nuneham Courtenay a Godstow.
Právě při jedné z těchto výprav, když vzal se svým přítelem Robinsonem Duckworthem 4. července 1862 dívky na výlet po Temži, vymyslel Dodgson základ příběhu, který se nakonec stal jeho prvním a největším komerčním úspěchem. Atmosféru tohoto odpoledne zachycuje v úvodní básni Alenky v kraji divů, která hovoří o onom „golden afternoon“ (zlatém odpoledni). Dívky jsou tu označeny jmény Prima, Secunda a Tertia. Loďka plula po Temži až k Godstow. Ve svém deníku si Carroll poznamenal, že pak si dali na břehu čaj. Zpět do Christ Church se dostali až po čtvrt na devět. Tam muži vzali dívky do Carrollova bytu, aby si prohlédly jeho sbírku fotografií, a dívky se vrátily domů před devátou. K tomuto záznamu připsal Dodgson o sedm měsíců později poznámku: „Při této příležitosti jsem jim vyprávěl pohádku o Alenčiných dobrodružstvích v podzemí…“ Alice Liddellová Dodgsona prosila, aby pohádku sepsal a ten jí nakonec (po mnoha odkladech) v listopadu 1864 dal ilustrovaný rukopis nazvaný Alenčina dobrodružství v podzemní říši. Tak vznikl zárodek příběhu, který Carroll ještě později přepracoval.

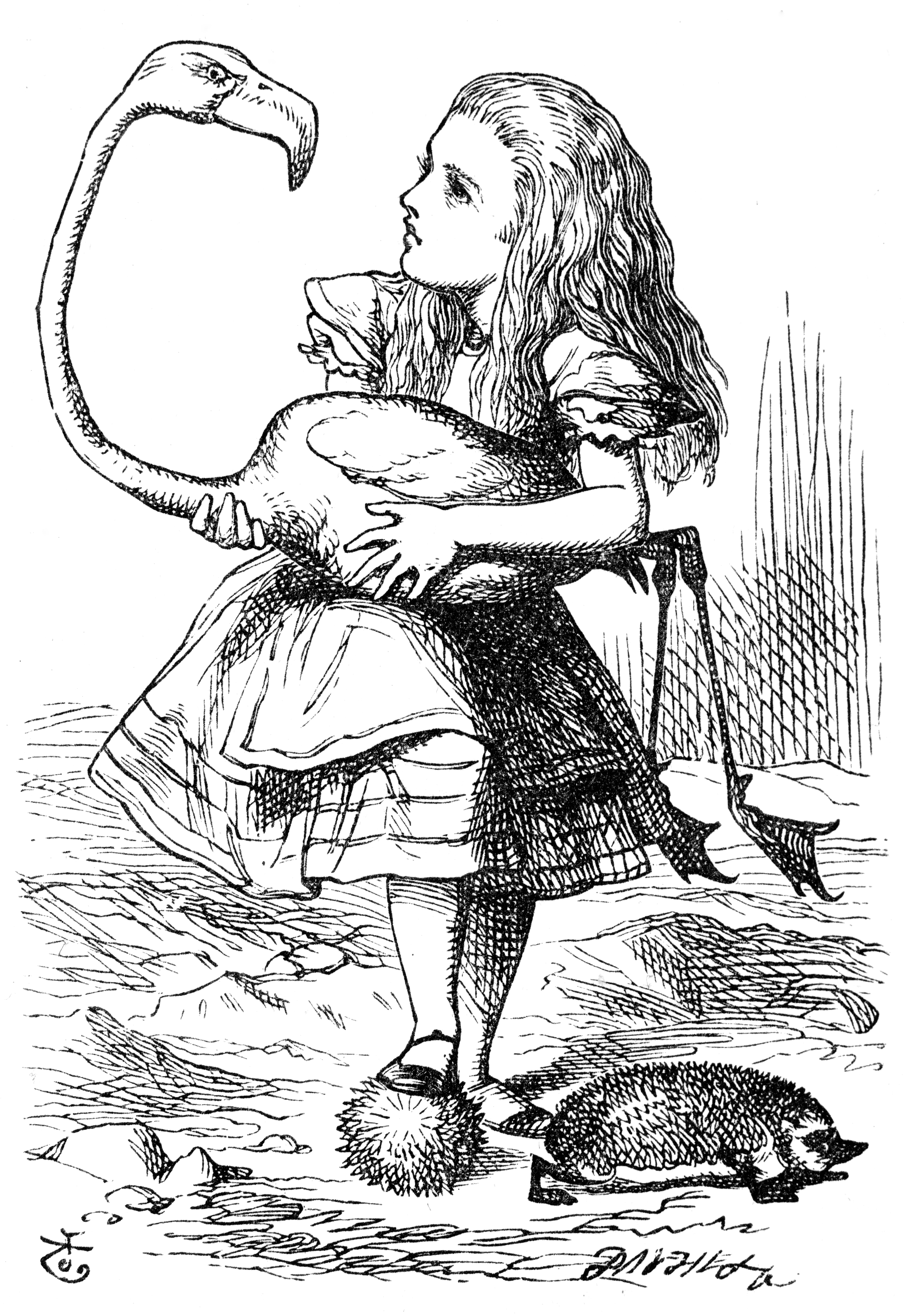
Ilustrace Johna Tenniela ke knize Alenka v říši divů

Ještě před tím četla Dodgsonův nedokončený rukopis rodina přítele a učitele George MacDonalda a nadšení MacDonaldových dětí povzbudilo Dodgsona k uveřejnění díla. V roce 1863 ukázal nedokončený rukopis nakladateli Macmillanovi, kterému se okamžitě zalíbil. Po tom, co byly zamítnuty možné alternativní názvy „Alenka mezi skřítky“ (Alice Among the Fairies) a „Alenčina zlatá hodina“ (Alice’s Golden Hour), bylo dílo v roce 1865 vydáno jako Alenčina dobrodružství v říši divů pod literárním pseudonymem Lewis Carroll, který Dodgson poprvé použil asi o devět let dříve. Ilustrace byly tentokrát Johna Tenniela. Dodgson si očividně myslel, že vydaná kniha potřebuje dovednosti profesionálního umělce.
Ohromný komerční úspěch první knihy o Alence v mnoha ohledech změnil Dodgsonův život. Sláva jeho alter ega „Lewis Carroll“ brzy obletěla celý svět. Dodgsona zaplavily dopisy obdivovatelů a někdy se mu dostávalo nevítané pozornosti. Také začal vydělávat značné sumy peněz. Tento příjem ale nevyužil k opuštění svého zdánlivě neoblíbeného místa v Christ Church.
V roce 1872 vyšlo pokračování – Za zrcadlem a co tam Alenka našla. V jeho poněkud temnější atmosféře se zrcadlily změny v Dodgsonově životě. Nedávná otcova smrt (1868) ho uvrhla do deprese, která měla trvat několik let.
V roce 1889 vydal Dodgson zkrácenou verzi Alenky The Nursery "Alice" přizpůsobenou pro mladší čtenáře.

### The Hunting of the Snark (Lovení Snárka)
V roce 1874 Dodgson vytvořil své poslední velké dílo, knihu The Hunting of the Snark, kterou věnoval své dětské přítelkyni Gertrude Chatawayové. Tato fantaskní "nesmyslná" báseň pojednává o dobrodružstvích bizarní skupiny různorodých neschopných tvorů a jednoho bobra, kteří vyrazili hledat zmíněného Snárka. Malíř Dante Gabriel Rossetti byl údajně přesvědčen, že báseň je o něm.

## Fotografie 1856–1880

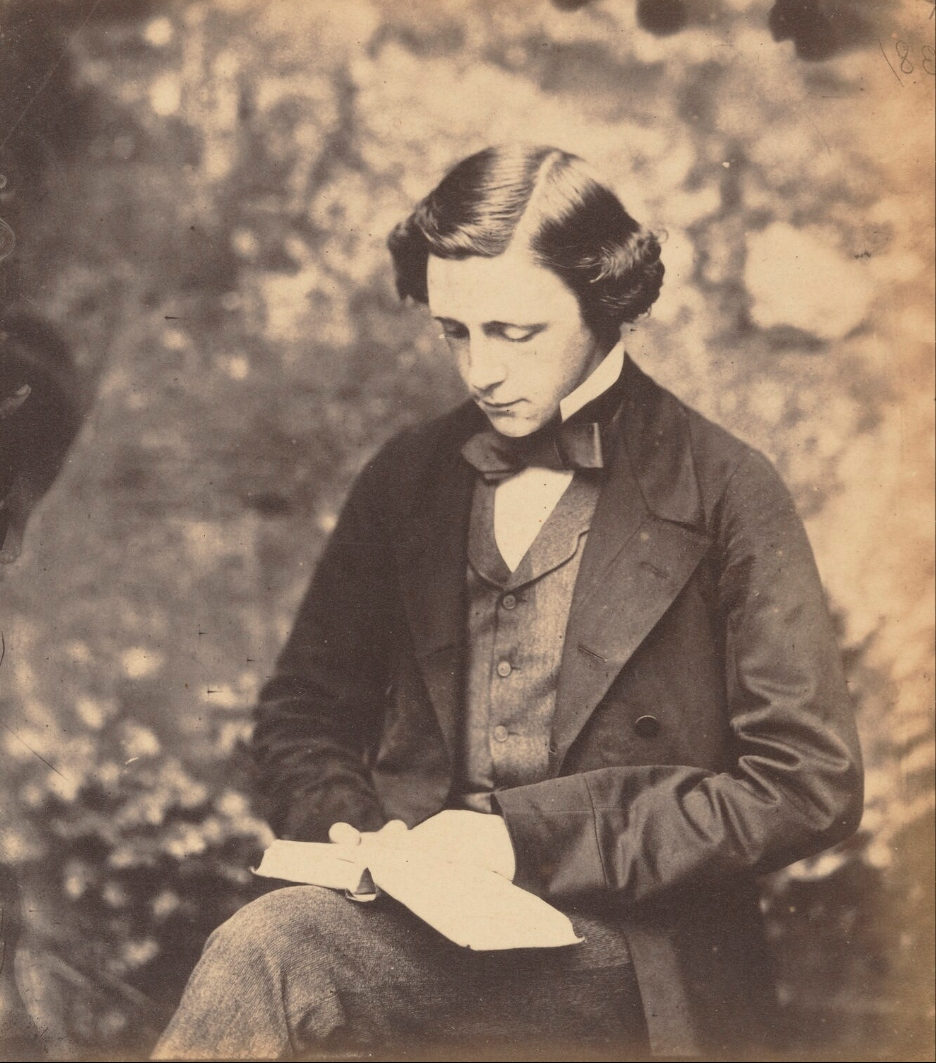
Autoportrét Lewise Carrolla, cca 1856

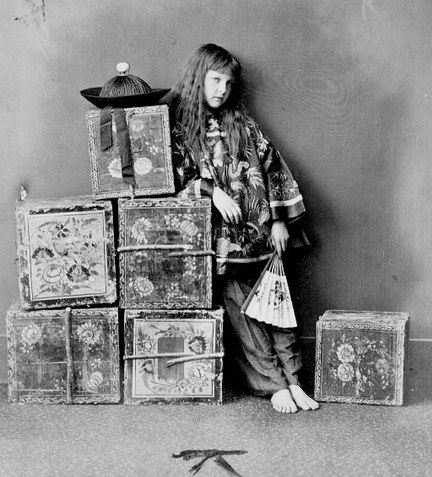
Xie Kitchinová jako obchodnice s čajem, 1873

V roce 1856 se Dodgson začal věnovat nové formě umění – fotografování, nejdříve pod vlivem svého strýce Roberta Wilfreda Skeffingtona Lutwidga a později svého oxfordského přítele Reginalda Southeyho. Brzy byl v tomto umění velmi dobrý a stal se známým fotografem. V prvních letech si zřejmě i pohrával s myšlenkou, že se fotografováním bude živit.
Studie Rogera Taylora a Edwarda Wakelinga podává vyčerpávající výčet všech dochovaných fotografií a Taylor odhadl, že něco přes polovinu jeho dochovaných děl zachycuje mladé dívky, přestože chybí asi 60 % původního fotografického portfolia. Později mnoho svých fotografií dětí použil v souvislosti se svými literárními díly jako ilustrace. Alexandra Kitchinová, známá jako "Xie" (vyslovováno "Iksi"), byla jeho oblíbeným objektem pro fotografování. Od roku 1869 až do roku 1880, kdy fotografování nechal, ji Dodgson vyfotografoval alespoň padesátkrát, naposled těsně před jejími šestnáctými narozeninami. Z jeho původního portfolia ale zbyla méně než třetina. Dodgson také zachytil mnoho mužů, žen, chlapců a krajin. Jeho objekty byly také kostry, loutky, psi, sochy, obrazy a stromy. Jeho skici nahých dětí byly dlouho považovány za ztracené, ale šest se jich po čase našlo, z čehož čtyři byly uveřejněny.
V roce 1872 provozoval Carroll v Oxfordu fotografické studio v podkrovní místnosti, vybavené a navržené tak, aby mohl fotografovat i za nepříznivého počasí. Díky mnoha hračkám a kostýmům pronajatým od divadla Drury Lane Theatre (i když některé kostýmy navrhl sám spisovatel a některé si půjčoval z Ashmoleova muzea v Oxfordu), byl skleněný pavilon rájem pro děti. Své malé kamarády, které využíval jako fotomodely, Carroll nazýval „dětský přítel“. Někteří vědci se domnívají, že tato fráze spíše než věk naznačovala typ vztahu. Ve viktoriánské Anglii byl tento výraz velmi rozšířený a někdy odrážel povahu vztahů mezi lidmi různého sociálního postavení. Existují i jiné interpretace tohoto pojmu.
Všechny portréty dětí vytvořené Carrollem byly podle jeho vůle distribuovány rodinám modelů. Carrollovy fotografie byly rozptýleny a zapomenuty. V roce 1945 se začal zajímat o viktoriánskou fotografii sběratel, historik, fotograf Helmut Gernsheim. V té době o tom nebyla žádná speciální literatura. Londýnský antikvář a knihkupec nabídl Gernsheimovi album dětských fotografií (tvrdil, že fotografie byly „extrahovány z hromady knih ve sklepě“), jejichž autorem byl údajně Lewis Carroll. Nebyly o tom žádné důkazy, ale Gernsheim v Britském muzeu porovnal podpisy fotografií se slavnými Carrollovými autogramy a ujistil se, že skutečné patří spisovateli.
Fotografování pro něj také bylo vstupní branou do vyšší společnosti. Během svého nejplodnějšího období pořídil portréty významných osobnosti, například Johna Everetta Millaise, Ellen Terryové, Dante Gabriela Rossettiho, fotografky Julie Margarety Cameronové, Michaela Faradaye a Lorda Alfreda Tennysona.
Dodgson s fotografováním náhle přestal v roce 1880. Během 24 let toto médium mistrovsky ovládl, založil v Christ Church vlastní studio a vytvořil asi tři tisíce fotografií. Čas a záměrné ničení přečkalo méně než tisíc z nich. Důvodem, proč nakonec s fotografováním přestal, byla časová náročnost udržování studia v chodu.
Jeho snímky jsou zastoupeny ve sbírkách Art Institute of Chicago v Illinois, USA.

## Galerie

Fotogalerie prominentů a dětí
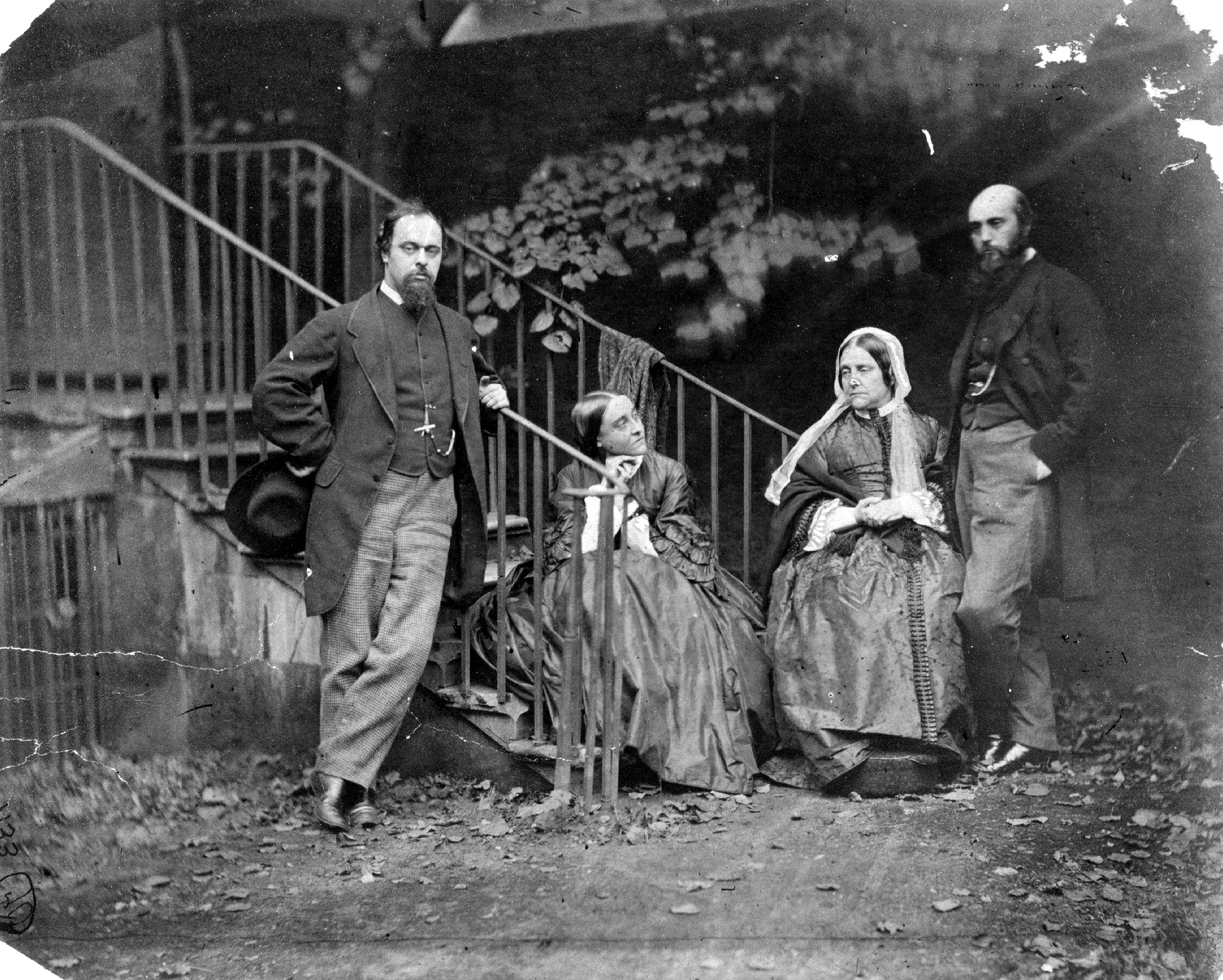
Rodina Rossettiových v roce 1865; zleva: Dante Gabriel Rossetti, Christina, Mrs. Rossetti a William Michael
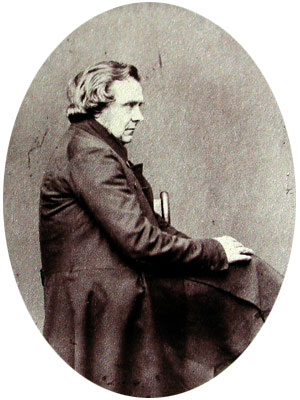
Samuel Wilberforce, tehdejší biskup v Oxfordu
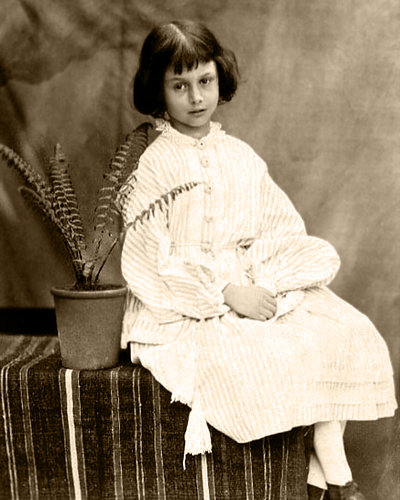
Alice Liddellová, 1860
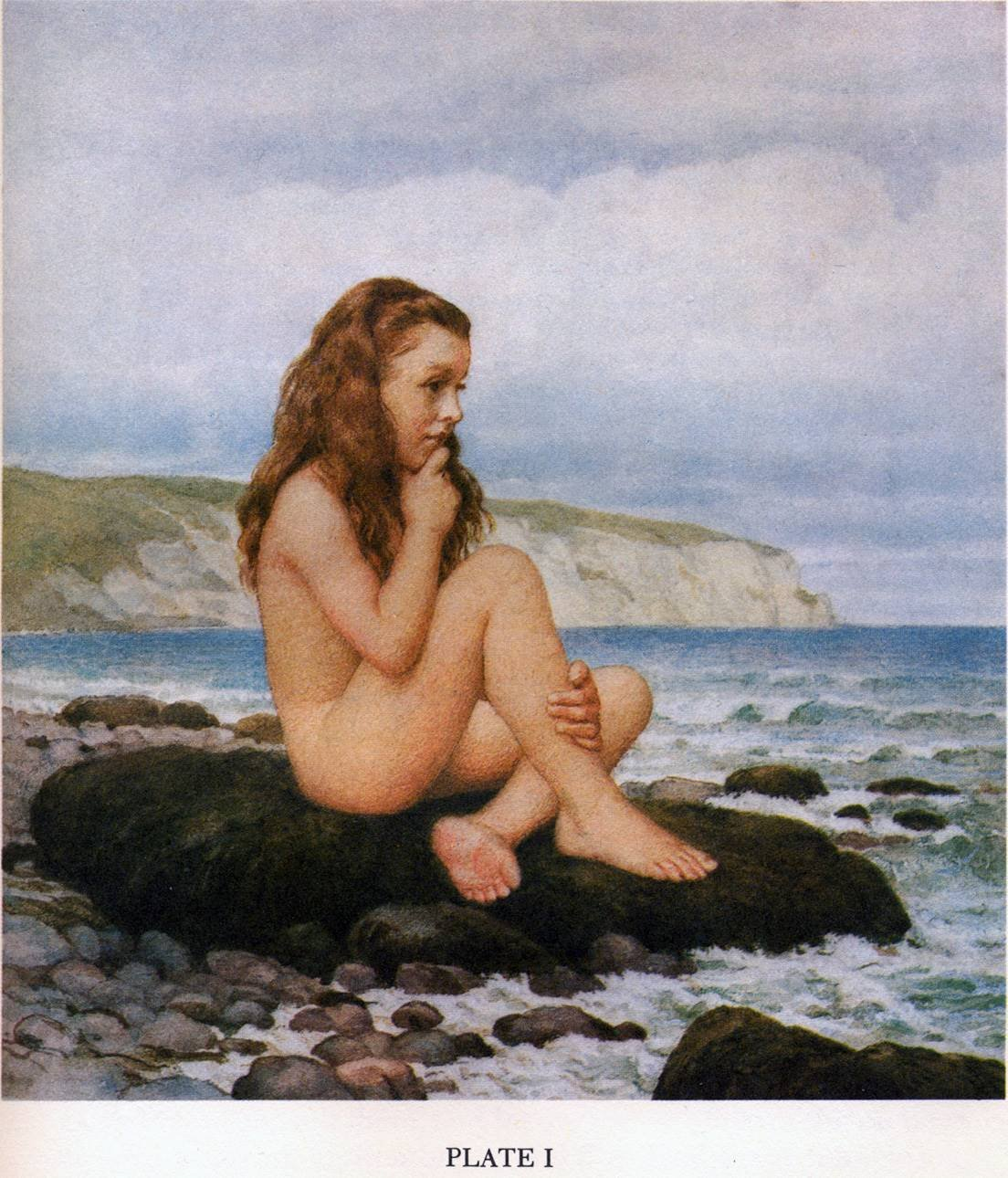
Beatrice Hatch, kolorováno Annou Lydií Bondovou, 1873
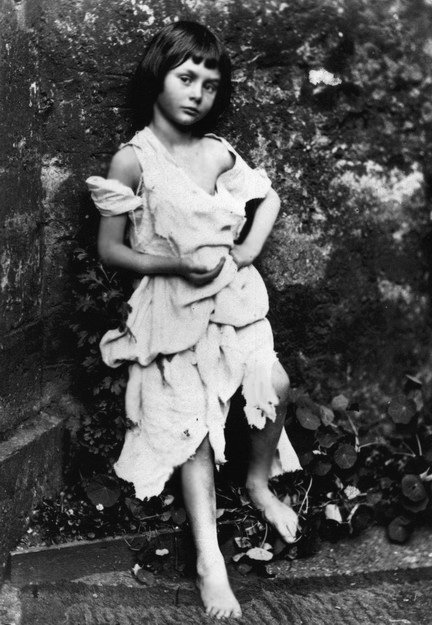
Lewis Carroll: portrét Alice Liddellové, 1858
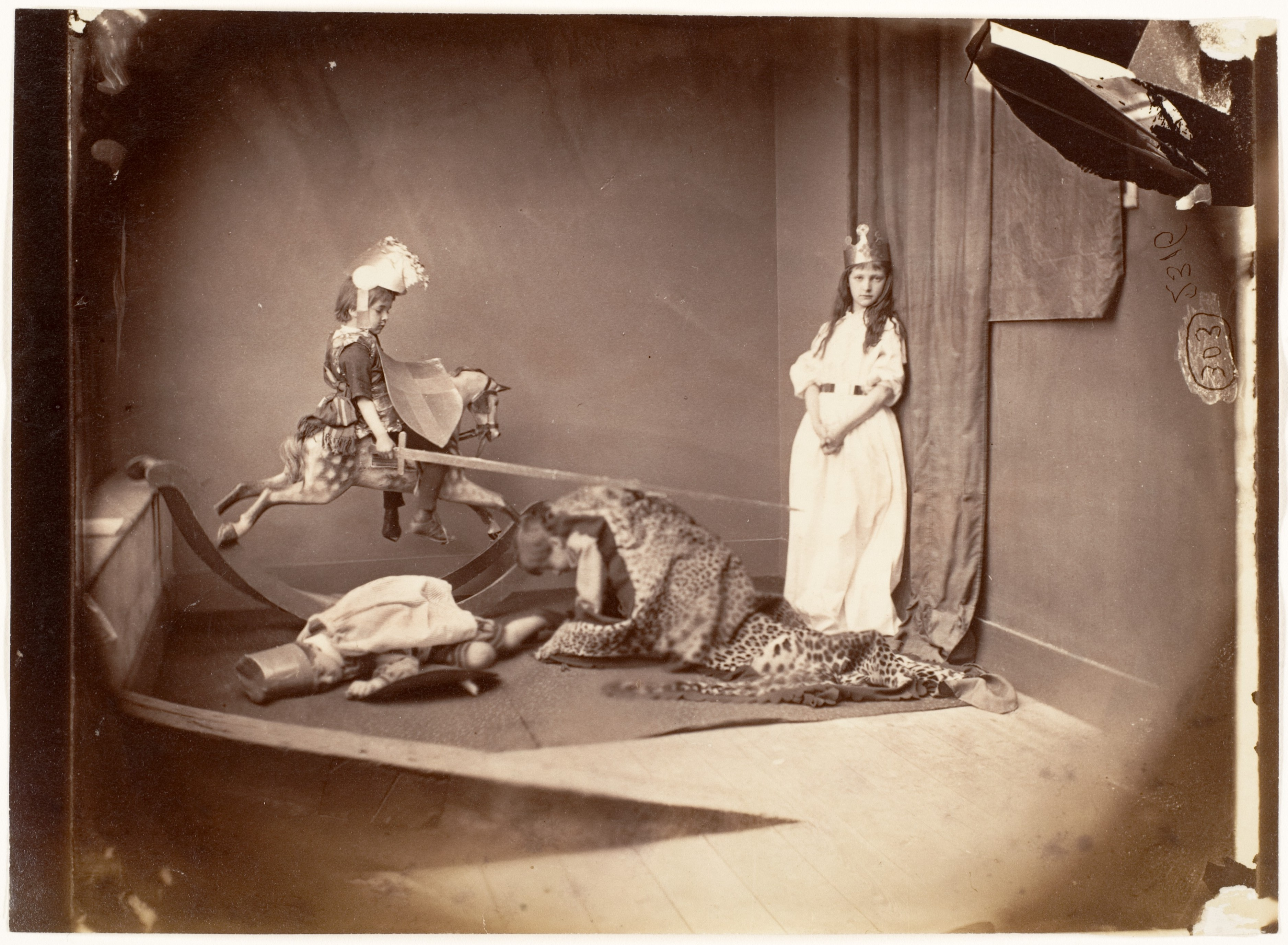
Svatý Jiří a drak, 26. června 1875
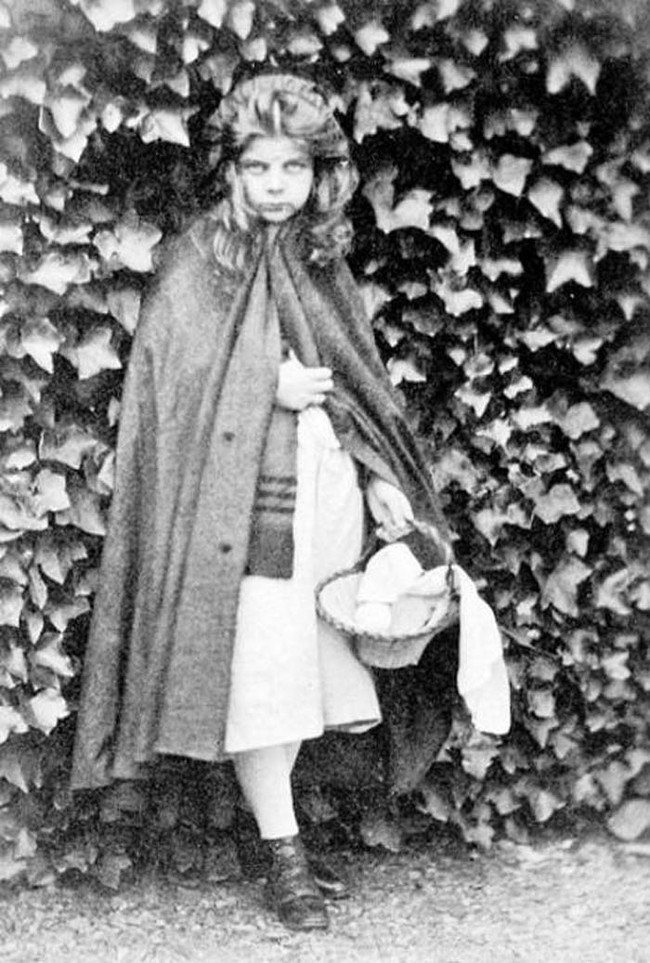
Fotografie Červené Karkulky, 1857
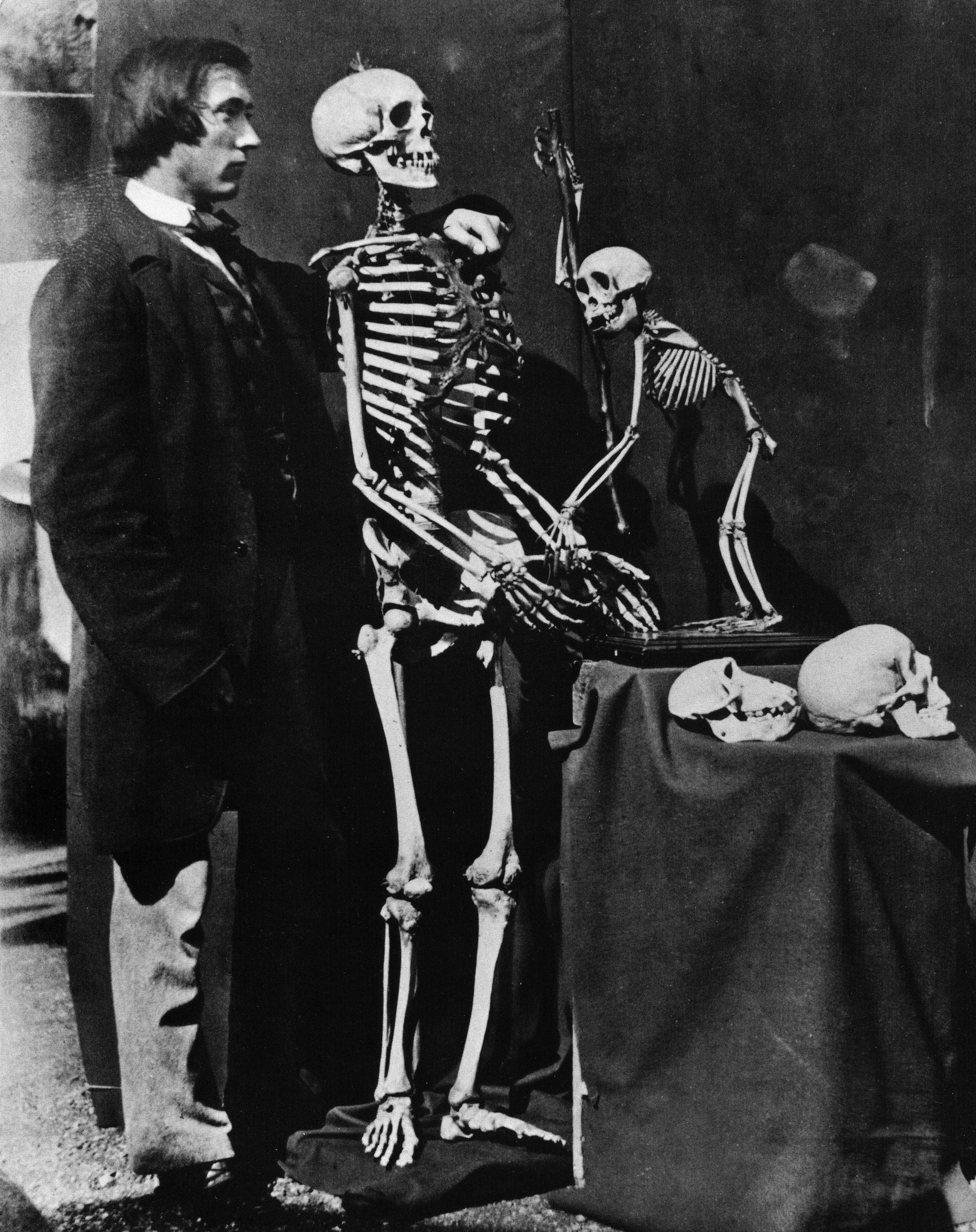
Reginald Southey a kostry, 1857

## Povaha a vzhled

### Fyzický vzhled

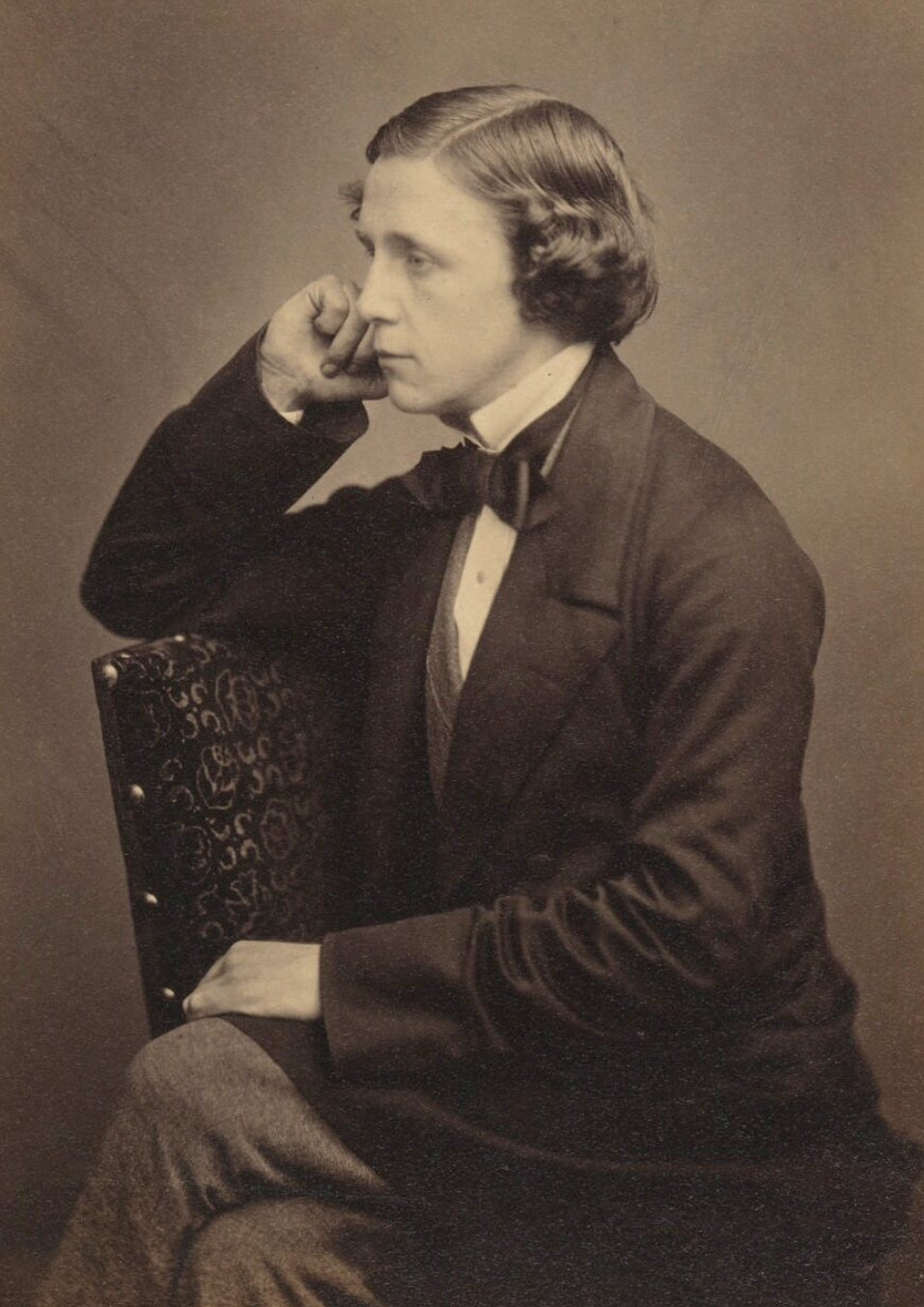
Lewis Carroll, autoportrét (1857)

Mladý Charles Dodgson byl asi 180 cm vysoký, štíhlý a hezký, měl vlnité hnědé vlasy a modré oči. Později byl popisován jako trochu asymetrický a říkalo se o něm, že se pohybuje poněkud toporně a těžkopádně, i když toto mohlo být zapříčiněno nějakým úrazem kolena utrpěným ve středním věku. Jako ještě velmi malé dítě prodělal horečku, jejímž následkem ohluchl na jedno ucho. V sedmnácti letech měl několik záchvatů černého kašle, což mu nejspíše způsobilo chronickou slabost hrudníku v pozdějších letech jeho života. Jediná zjevná vada, která přetrvala do dospělosti, bylo to, čemu říkal svoje „rozpaky“ – koktavost, která se začala projevovat v raném dětství a která ho sužovala celý život.

### Koktavost
Koktavost vždy byla to, co se lidem při vyslovení jména "Lewis Carroll" vybavilo. Panuje názor, že koktal pouze ve společnosti dospělých a s dětmi mluvil plynně, ale pro podporu této myšlenky nejsou žádné důkazy. Hodně dětí, které ho znalo, si jeho koktavost pamatovalo, zatímco hodně dospělých si jí nevšimlo. Z nějakého důvodu mizela a zase se objevovala, ale nebyl to projev strachu ze světa dospělých, jak se často říká. Dodgson sám si to asi uvědomoval mnohem intenzivněji než většina lidí, se kterými se setkal. Říká se, že podle svých obtíží vyslovit své příjmení karikoval sám sebe jako Doda v Alenčiných dobrodružstvích v říši divů, ale je to jeden z těch "faktů", které se často opakují, ačkoliv pro ně nejsou žádné přesvědčivé podklady. Opravdu o sobě mluvil jako o dodovi, ale že to mělo souvislost s koktavostí, je jen spekulace.

### Osobnost
I když Dodgsona koktavost trápila, nikdy nebyla tak rušivá, aby ve společnosti nemohl využít své jiné přednosti. V době, kdy si lidé běžně zařizovali svou vlastní zábavu a zpěv a recitace byly požadovanými společenskými dovednostmi, byl Dodgson dobrým bavičem. Zpíval docela přijatelně a před publikem se nebál. Byl mistr v imitování a vyprávění a údajně i docela dobrý v šarádách.
Dodgson měl také jisté společenské ambice a horlivě usiloval o to, aby na světě zanechal svůj otisk jako spisovatel nebo umělec. V době mezi časně vydanými pracemi a úspěchem knih o Alence se začal pohybovat v prerafaelitských společenských kruzích. Jeho akademická kariéra mohla být zamýšlena jen jako prozatímní řešení na cestě k mnohem zajímavějším úspěchům. Johna Ruskina poprvé potkal v roce 1857 a spřátelil se s ním. Měl blízký vztah s Dante Gabrielem Rossettim a jeho rodinou a z ostatních umělců znal také Williama Holmana, Johna Everetta Millaise a Arthura Hughese. Dobře také znal autora pohádek George MacDonalda – právě nadšená reakce malých MacDonaldových dětí na Alenku přiměla Dodgsona dílo vydat.

## Polemiky a záhady

### Kněžství
Dodgson byl od raného věku vyučován pro službu v anglikánské církvi a očekávalo se, že v souladu s pravidly Christ Church bude vysvěcen na kněze do čtyř let po získání univerzitního titulu. Dodgson se ale očividně začal zdráhat. Nějakou dobu to odkládal, ale nakonec byl v prosinci 1861 vysvěcen na jáhna. Když ale o rok později měl postoupit k vysvěcení na kněze, požádal děkana o povolení v kněžské dráze nepokračovat. Bylo to proti pravidlům koleje a děkan Liddell mu řekl, že pokud odmítne být vysvěcen, bude muset velmi pravděpodobně ze svého místa odejít. Řekl Dodgsonovi, že se bude muset poradit s kolejní radou, což by téměř nepochybně vedlo k vyloučení z koleje. Děkan Liddell si to ale nakonec rozmyslel a dovolil Dodgsonovi zůstat i přes porušení pravidel. Dodgson se knězem nikdy nestal.
V současné době nejsou žádné přesvědčivé podklady pro důvod, proč Dodgson kněžství odmítl. Někteří předpokládají, že to bylo kvůli jeho koktavosti, protože se obával kázání. Robin Wilson však ve své knize "Lewis Carroll in Numberland: His Fantastical Mathematical Logical Life" cituje Dodgsonovy dopisy popisující obtíže se čtením z Bible a modlitbami spíše než s kázáním vlastními slovy. Možnou příčinnou mohly také být jeho výhrady k anglikánské církvi. Je známo, že se zajímal o křesťanské minority (obdivoval teologa F. D. Maurice) a „alternativní“ náboženství (teosofii). Dodgsona v této době (začátek šedesátých let devatenáctého století) velmi trápil nevyjasněný pocit hříchu a viny a často do svých deníků psal, že je „špatný a bezcenný“ hříšník a nezaslouží si být knězem.

### Chybějící deníky
Z třinácti Dodgsonových deníků alespoň čtyři celé knihy a asi sedm stránek textu chybí. Jak se knihy ztratily, není známo. Stránky někdo záměrně odstranil. Většina odborníků zastává názor, že deníky odstranili rodinní příslušníci, aby nepoškodily pověst rodiny, ale není to dokázáno. Všechny chybějící materiály, kromě jediné stránky, pravděpodobně pochází z období mezi lety 1853 (kdy bylo Dodgsonovi 21 let) a 1863 (kdy mu bylo 32).
Pro vysvětlení ztráty těchto materiálů existuje mnoho teorií. Oblíbené vysvětlení pro jednu konkrétní chybějící stránku (27. června 1863) je takový, že byla vytržena kvůli tomu, že Dodgson ten den požádal o ruku jedenáctileté Alice Liddellové. Nikdy pro to ale nebyly žádné podklady a list nalezený v archivu Dodgsonovy rodiny naznačuje opak.

### Migréna a epilepsie
V deníku z roku 1880 Dodgson zaznamenal svůj první záchvat migrény s aurou a velmi přesně popsal průběh „hýbajících se hradů“, což je příznak fáze aury. Právě po Dodgsonově Alence byla pojmenována forma aury migrény zvaná syndrom Alenky v říši divů, protože projevy tohoto onemocnění mohou připomínat náhlé změny velikosti popsané v knize. Člověk s tímto onemocněním se tedy například může dívat na větší předmět, třeba basketbalový míč, a vidět ho ve velikosti golfového míčku. Existují domněnky, že Dodgson trpěl právě tímto typem aury a mohl ji tedy využít jako inspiraci ve své díle. Pro tyto hypotézy však neexistují přesvědčivé důkazy.
Dodgson také zažil dva záchvaty, při kterých ztratil vědomí. Jeho diagnózu určovali dva lékaři: dr. Morshead považoval záchvat za „něco připomínajícího epilepsii“. Někteří z toho vyvodili, že epilepsií trpěl celý život, ale v jeho denících ani dopisech pro to není žádný důkaz. Naopak podle Sadiho Ranson-Polizzottiho mohl Carroll trpět epilepsií spánkového laloku, při které ne vždy dochází k úplné ztrátě, ale spíše změně vědomí, kdy pacient prožívá mnoho obdobných zážitků jako Alenka v říši divů.

## Česká vydání děl Lewise Carolla

### Překlady
Česky vyšla nejen díla Lewise Carolla, ale i jejich různé úpravy. Nejčastěji jsou vydávány překlady Aloyse a Hany Skoumalových z roku 1961 a Jaroslava Císaře z roku 1931. O modernější českou verzi se pokusil Vladimír Kučera, který např. Alenku uvádí jako Aličku. Překlady se liší především interpretací jmen a slovních hříček. Překlad Skoumalových se stal základem pro české verze filmových zpracování.

### Knižní vydání
- Malé Elišky země divů a příhod (překlad Jan Váňa; Praha, Alois Hynek 1903)[pozn. 2]
- Kouzelný kraj (Dle báchorky Lewise Carrolla čes. mládeži vypravuje Jaroslav Houdek, ilustrace Josef Wenig; Praha, Jos. R. Vilímek, 1904)[pozn. 3]
- Alenčina dobrodružství v podzemní říši (ilustroval John Tenniel, překlad Jaroslav Císař; Praha, Elzevir (B. Moser) 1931, František Borový 1931)
- Za zrcadlem a co tam Alenka našla (překlad Jaroslav Císař, ilustrace John Tenniel; Praha, František Borový, 1931)
- Alenčina dobrodružství v říši divů a za zrcadlem (překlad a doslov Jaroslav Císař, ilustrace Dagmar Berková; Praha,Svoboda, 1949)
- Alenka v kraji divů a za zrcadlem (překlad Aloys a Hana Skoumalovi ; doslov Adolf Hoffmeister; ilustrovala Dagmar Berková]; Praha, Státní nakladatelství dětské knihy, 1961)
- Alenka v kraji divů a za zrcadlem (překlad Aloys a Hana Skoumalovi, ilustroval John Tenniel; Praha, Albatros, 1970)
- Logika hrou (překlad P. Lánský; Praha, Pressfoto, 1971)
- Alenka v kraji divů a za zrcadlem (pro čtenáře od 6 let, překlad Aloys a Hana Skoumalovi, doslov Aloys Skoumalilustrace Markéta Prachatická; Praha, Albatros 1983, 1985, 1988)
- Alenka v říši divů (a za zrcadlem) (pohádka pro chytré i nezbedné děti, s použitím překladu Aloyse Skoumala zdramatizoval Karel Texel; Praha, Dilia, 1983)
- Alenka v říši divů (obrázkový příběh podle Lewise Carrolla, kresby Chiqui de la Fuente, ze španělštiny přeložil Kamil Pecka ; scénář Joseluis; Praha, Kentaur, 1991)
- Sylvie a Bruno (ilustroval Harry Furniss, přeložila Markéta Cukrová; Praha, Trigon, 1996)
- Zamotaný příběh (přeložil Luboš Pick, ilustrace Arthur B. Frost; Praha, Volvox Globator, 1996)
- Alenka v říši divů (podle Lewise Carrolla napsala Lucy Kincaidová, ilustroval Gill Guile, překlad z angličtiny Jarmila Jurečková; Havlíčkův Brod, Fragment, 1997)
- Alenčina dobrodružství v říši divů (ilustrace Johna Tenniela kolorovali Harry Theaker a Diz Wallis, překlad Jaroslav Císař; Praha, Aurora 1999, 2004)
- Tlachapoud = Jabberwocky ; Žvahlav = Jabberwocky ; Mrož a tesař = The Walrus and the Carpenter (překlad Jaroslav Císař a Aloys a Hana Skoumalovi, šest leptů Markéta Prachatická; Praha, Aulos, 2001)
- Zamotaný příběh (překlad Luboš Pick; Praha, Levné knihy KMa 1996, Volvox Globator 2001, Dokořán 2009)
- Through the looking-glass = Za zrcadlem a s čím se tam Alenka setkala (překlad Aloys a Hana Skoumalovi; Praha, Garamond 2004)
- Alenka v kraji divů a za zrcadlem (ilustroval Dušan Kállay, překlad Aloys a Hana Skoumalovi ; básně přeložil Josef Hanzlík; Praha, Slovart 2005, 2010, 2016)
- Alenka v kraji divů a za zrcadlem (ilustrace Markéta Prachatická, Aloys a Hana Skoumalovi; Praha, Levné knihy 2007)
- Lovení Snárka (překlad Václav Pinkava, ilustrace Adolf Born; Brno, Host 2008)
- Alenka v kraji divů a za zrcadlem (překlad Aloys a Hana Skoumalovi, ilustrace John Tenniel; Praha, Československý spisovatel 2010)
- Alenka v kraji divů a za zrcadlem (překlad Aloys a Hana Skoumalovi; Praha, Academia 2010)
- Alenka v říši divů (překlad George Lukas, text upravila a didakticky připravila Petra Sůvová; Tábor, Sova Libris 2010)
- Alice in Wonderland = Alenka v říši divů (převyprávění, překlad, jazykové poznámky) Michelle Smith, Lucie Poslušná, Petr Špirko; Brno, Computer Press 2010)
- Alenčina dobrodružství v říši divů a za zrcadlem (překlad Jaroslav Císař, ilustrace Jitka Boková; Praha, Argo 2012)
- Aliččina dobrodružství v Divukraji (překlad Vladimír Kučera, ilustrace Tamara Pauknerová; Neratovice, Mojeknihy.eu 2014)
- Alenčina dobrodružství v kraji divů a za zrcadlem (překlad Helena Čížková; Praha, XYZ 2015)
- Alenčina dobrodružství v kraji divů a za zrcadlem (překlad Jiří Žák, ilustrace Ladislav Vlna; Praha, XYZ 2017)
- Alenčina dobrodružství v říši divů a za zrcadlem (ilustrace Jan Švankmajer, překlad Jaroslav Císař; Praha, Dybbuk 2017)
- Alenka pro nejmenší (text pro nejmenší čtenáře upravil Lewis Carroll, ilustrace John Tenniela, překlad Jiří Rambousek; Brno, Books & Pipes 2019)